# Günsles
Günsles ist eine Ortschaft und als Günzles eine Katastralgemeinde der Gemeinde Kottes-Purk im Bezirk Zwettl in Niederösterreich.

## Geografie
Günsles liegt am nordöstlichen Abhang des Pfaffenbühels (923 m ü. A.) und ist über Elsenreith erreichbar. Am 1. April 2020 umfasste die Ortschaft 9 Adressen.

## Geschichte
Der Ort wird 1130 zum ersten Mal schriftlich erwähnt.
Im Eintrag der Josephinischen Fassion aus Jahre 1786/87 gab es im heutigen Ort 7 Häuser.
Im Jahr 1822 wurde der Ort als Dorf mit 7 Häusern genannt, das nach Raxendorf eingepfarrt war, wohin auch die Kinder eingeschult wurden. Die Herrschaft Mollenburg besaß die Ortsobrigkeit, die Konskription besorgte die Herrschaft Prandhof. Die Landgerichtsbarkeit wurde ebenfalls von der Herrschaft Mollenburg ausgeübt. Die Untertanen und Grundholde des Ortes gehörten der Herrschaft Mollenburg.
Nach der Entstehung der Ortsgemeinden 1849 wurde der Ort eine Katastralgemeinde der Ortsgemeinde Elsenreith.
Laut Adressbuch von Österreich waren im Jahr 1938 in Günsles zwei Kalkbrenner, ein Kalkwerk und mehrere Landwirte mit Ab-Hof-Verkauf ansässig.
Im Zuge der Niederösterreichischen Kommunalstrukturverbesserung wurde der Ort durch die Auflösung der Gemeinde Elsenreith am 1. Januar 1967 ein Teil der Gemeinde Kottes-Purk.

## Siedlungsentwicklung
Zum Jahreswechsel 1979/1980 befanden sich in der Katastralgemeinde Günzles insgesamt 10 Bauflächen mit 4.644 m² und 17 Gärten auf 21.420 m², 1989/1990 gab es 10 Bauflächen. 1999/2000 war die Zahl der Bauflächen auf 42 angewachsen und 2009/2010 bestanden 16 Gebäude auf 30 Bauflächen.

## Bodennutzung
Die Katastralgemeinde ist landwirtschaftlich geprägt. 52 Hektar wurden zum Jahreswechsel 1979/1980 landwirtschaftlich genutzt und 47 Hektar waren forstwirtschaftlich geführte Waldflächen. 1999/2000 wurde auf 41 Hektar Landwirtschaft betrieben und 59 Hektar waren als forstwirtschaftlich genutzte Flächen ausgewiesen. Ende 2018 waren 37 Hektar als landwirtschaftliche Flächen genutzt und Forstwirtschaft wurde auf 57 Hektar betrieben. Die durchschnittliche Bodenklimazahl von Günzles beträgt 14,6 (Stand 2010).